# فلینین
فلینین (به انگلیسی: Felinine) با فرمول شیمیایی C8H17NO3S یک ترکیب شیمیایی با شناسه پاب‌کم 24588 است. که جرم مولی آن ۲۰۷٫۲۹ گرم بر مول می‌باشد. 